# Teklîne, Kamin-Kașîrskîi
Teklîne (în ucraineană Теклине) este un sat în comuna Vîdrîci din raionul Kamin-Kașîrskîi, regiunea Volînia, Ucraina.

## Demografie
Componența lingvistică a localității Teklîne
     Ucraineană (99,81%)
     Alte limbi (0,19%)
Conform recensământului din 2001, majoritatea populației localității Teklîne era vorbitoare de ucraineană (99,81%), existând în minoritate și vorbitori de alte limbi.